# 銀色の雨
『銀色の雨』（ぎんいろのあめ）は、2009年公開の日本映画。ロケ地の鳥取県・島根県内では2009年10月31日から先行公開。監督は鈴井貴之。

## キャスト
- 平井和也：賀来賢人
- 菊枝：前田亜季
- 平井幸緒：濱田マリ
- 草野和紀：音尾琢真(TEAM NACS)
- みのり：大島優子(AKB48)
- 魚屋・小島：富澤たけし(サンドウィッチマン)
- 電気屋・野上：伊達みきお(サンドウィッチマン)
- 森尾：柳憂怜
- 柳沢：眞島秀和
- 陸上部顧問：ルー大柴
- 中年男・近藤：徳井優
- 竹村トレーナー：竹原慎二
- 石島オーナー：輪島功一
- 自治会長：安河内央之
- 後藤道子：松本じゅん
- 米村亮太朗（劇団ポツドール）
- 天乃大介
- スナック「愛」ママ：澤純子
- 岩井章次（青年期）：三浦圭祐
- 広田雅裕
- 木村の部下：江藤大我
- 依田真一
- 田島和洋
- 豊永伸一郎
- 田野アサミ
- 安室満樹子
- 新聞販売店従業員：デブ・マハルジャン、チャンドラ･マリヤラトナ
- 幼少時代の菊枝：石井萌々果
- 本川嵐翔
- 林田麻里
- 深谷次郎
- スナック「愛」客：森崎博之、安田顕、戸次重幸、大泉洋（TEAM NACS）＜特別出演＞
- 平井伸治（鳥取県知事）
- 長谷川泰二
- 平井りえ（平井伸治鳥取県知事夫人）
- 山口隆之
- 市村節子
- 柿原直旗
- 中川慶子
- 矢吹誠浩
- 西村博之
- 齋藤富美江
- 西藤将人
- 長住康司
- 田口絵理
- 米子市観光課のみなさん
- 鳥取県立米子東高等学校のみなさん
- 鳥取県立米子高等学校のみなさん
- 私立米子松蔭高等学校のみなさん
- 私立米子北斗高等学校のみなさん
- シュガーナックルボクシングジムのみなさん
- 米子ボクシング協会のみなさん
- 鳥取県米子市のみなさん
- 鳥取県境港市のみなさん
- 鳥取県大山町のみなさん
- 鳥取県琴浦町のみなさん
- 島根県松江市美保関町のみなさん
- クロキプロ
- 後藤善三：不破万作
- 斎藤補導員：でんでん
- 岩井耕造：品川徹
- 岩井光子：佐々木すみ江
- 岩井章次：中村獅童

## 主題歌・劇中歌
- 徳永英明「透徹の空」（ユニバーサルシグマ）2009年5月6日発売「WE ALL」収録
- The Birthday「WONDERFUL AMAZING WORLD」（ユニバーサルシグマ）2007年12月5日発売「プレスファクトリー」収録）
- Shamo feat.K.K「dear M」（ユニバーサルミュージック）2009年3月25日発売
- 沢田知可子「会いたい」（トーラスレコード（現：ユニバーサルミュージック））1990年6月27日発売

## ロケ地
ロケは2008年11月17日から始まり、12月21日まで鳥取県米子市、境港市、大山町、島根県松江市美保関町を中心に行われ、この間、多くの市民ボランティア（撮影ボランティア、まかない隊）、市民エキストラ、関係市町村の協力を仰ぎながら撮影は進行された。
山陰ロケ終了後、大阪および東京で撮影後、12月21日にクランクアップされた。
ロケの候補地にはこのほか、白石市、福島市、福井市などがあったという。

## スタッフ
- 特別協力：鳥取県
- 後援：鳥取県、米子市、境港市、大山町、中海市長会、鳥取県教育委員会、米子市教育委員会、境港市教育委員会、大山町教育委員会
- ロケ協力：とっとりコンベンションビューロー、松江市、出雲市、琴浦町、米子商工会議所、米子市観光協会、西日本旅客鉄道米子支社、JR西日本ロケーションサービス、日本海新聞 ほか
- 監督：鈴井貴之
- 原作：浅田次郎（「銀色の雨」春秋文庫「月のしずく」所収）
- 脚本：宇山圭子、鈴井貴之
- 音楽：坂本昌之
- 照明：安河内央之
- ボクシング指導：輪島功一
- 殺陣：二家本辰巳
- カースタント：高橋レーシング
- ポスプロ：映広
- 協賛：エミネット、国立音楽院、米吾、寿スピリッツ、荒濱建築工務店
- 特別協賛：JAバンク
- 企画・プロデュース：松村祥弘、植木研司
- プロデュース：有吉司、松村祥弘
- チーフプロデューサー：竹山昌利
- 制作プロダクション：ワオワールド
- 製作委員会メンバー：「銀色の雨」製作委員会（エスピーオー、ワオワールド、アップサイド、アミューズソフトエンタテインメント、テックス/テックスシネマ、彩プロ、北海道テレビ、富士コミュニケーションズ）
- 配給：エスピーオー＋マジックアワー

## 映画祭での上映
- 2009年10月31日、第8回はままつ映画祭2009でプレミアム上映が行われた。[3]

## 映画「銀色の雨」の上映を成功させる会
2009年8月29日、映画を地域振興や観光振興に役立てようと、米子市などの観光・商工関係者らが映画「銀色の雨」の上映を成功させる会を設立。
ロケ地を散策できるマップを作製したり、米子市内の商店街の空き店舗を主人公たちが暮らしていた部屋に再現するなどPR活動を展開した。2010年3月24日解散。

### プレミアム試写会
2009年9月21日、米子コンベンションセンターにおいて、成功させる会および「銀色の雨」製作委員会の主催により開催、鈴井貴之監督と前田亜季の登壇による舞台挨拶、映画グッズの抽選会が行われた。
同会に入会した鳥取県内外の企業・個人等から1300名の参加があった。

### 「銀色の雨」鳥取・島根ガイドマップ
劇中の主なロケ地を写真つきで紹介するロケ地マップを作成。
米子コンベンションセンターや米子市観光案内所、米子市周辺の宿泊施設などで広く配布されているほか、2010年5月28日発売予定のDVDにもロケ地マップのデータが盛り込まれる。

### モデルルーム＆撮影セット一般公開
2009年10月31日から2010年2月28日まで、米子市角盤町のやよいデパート米子店5階において、主人公たちが暮らしていた部屋を再現したモデルルームや撮影セットを展示し、一般に広く公開され、3384名が訪れた。

## 備考
- 全国観客動員数は2万8442人、興行収入は約3491万円と発表されている。[4]